# Yūjirō Kasahara
Yūjirō Kasahara (jap. 笠原 裕二郎, Kasahara Yūjirō; * 9. Februar 1984 in Tomakomai, Hokkaidō) ist ein japanischer Eishockeyspieler, der seit 2009 bei den Tohoku Free Blades in der Asia League Ice Hockey unter Vertrag steht.

## Karriere
Yūjirō Kasahara begann seine Karriere als Eishockeyspieler im Amateurteam X-united. Anschließend unterschrieb er einen Vertrag bei den Tohoku Free Blades, die in der Saison 2009/10 ihren Spielbetrieb in der Asia League Ice Hockey aufnahmen. In dieser gab der Angreifer in seinem Rookiejahr im professionellen Eishockey in 14 Spielen eine Torvorlage. Zudem erhielt er zwei Strafminuten. In der Saison 2010/11, welche aufgrund des Tōhoku-Erdbebens vorzeitig beendet wurde, gewann er mit seiner Mannschaft erstmals den Meistertitel der Asia League Ice Hockey.

## Erfolge und Auszeichnungen
- 2011 Asia-League-Ice-Hockey-Meister mit den Tohoku Free Blades

## Asia-League-Statistik
(Stand: Ende der Saison 2010/11)